# Roman Dubasevych
Roman Dubasevych (ukrainisch Роман Дубасевич ‚Roman Dubassewytsch‘; * 1977 in Lwiw) ist ein ukrainischer Kulturwissenschaftler und Hochschullehrer. Er ist Inhaber des Lehrstuhls für Ukrainische Kulturwissenschaft an der Universität Greifswald.

## Leben
Roman Dubasevych wurde 1977 in Lwiw, damals Teil der Ukrainischen SSR, geboren. Er war zunächst als literarischer Übersetzer und touristischer Reiseführer tätig, bevor er von 1994 bis 1999 ein Studium der Germanistik (Lehramt) an der Nationalen Iwan-Franko-Universität Lwiw absolvierte. Studienaufenthalte führten ihn an die Albert-Ludwigs-Universität Freiburg und die Karl-Franzens-Universität Graz.
Von 2002 bis 2005 absolvierte er den Ost-West-Masterstudiengang an der Universität Regensburg mit dem Abschluss Magister Artium (M.A.) in Literaturtheorie (Schwerpunkt Slawistik) und Politischer Philosophie. Im März 2006 nahm er am semiotischen Seminar im Rahmen des Programms „Artes Liberales“ an der Universität Warschau teil. Anschließend promovierte er an der Universität Wien im Rahmen des geisteswissenschaftlichen Doktoratskollegs „Das österreichische Galizien und sein multikulturelles Erbe“ mit einer Dissertation zum Thema Die Erinnerung an die Habsburgermonarchie in der ukrainischen Kultur der Gegenwart. Die Verteidigung erfolgte am 30. Oktober 2013. Von März 2007 bis Oktober 2013 war er als wissenschaftlicher Mitarbeiter an der Universität Wien tätig.

## Wirken
Von Mai 2006 bis Februar 2007 war Dubasevych wissenschaftlicher Mitarbeiter am Zentrum für Geisteswissenschaften der Nationalen Iwan-Franko-Universität Lwiw. Im September 2008 absolvierte er einen Forschungsaufenthalt am Harvard Ukrainian Research Institute. Von Oktober 2009 bis Oktober 2012 war er wissenschaftlicher Assistent an der Universität Regensburg (Lehrstuhl Alexander Wöll) und organisierte das Greifswalder Ukrainicum mit.
Von Dezember 2013 bis April 2014 war er wissenschaftlicher Mitarbeiter an der Freien Universität Berlin (Vertretung von Brigitte Obermayr) im Sonderforschungsbereich „Ästhetische Erfahrung im Zeichen der Entgrenzung der Künste“ (Leitung: Georg Witte). Es folgte von Mai 2014 bis Februar 2015 eine Postdoc-Tätigkeit an der Universität Wien zum Thema „Diskurse der Gewalt in der ukrainischen, russischen und polnischen Literatur“.
Vom 10. Februar 2015 bis 31. März 2018 vertrat Dubasevych den Lehrstuhl für Ost- und Westslawische Philologie an der Universität Greifswald. Zum 1. April 2018 wurde er dort Juniorprofessor für Ukrainische Kulturwissenschaft und am 1. April 2024 zum Universitätsprofessor (W3) berufen. Im Sommersemester 2025 befindet er sich im Forschungssemester. Seit 2018 ist er akademischer Leiter des jährlich stattfindenden Greifswalder Ukrainicums, einer zwölftägigen internationalen Sommerschule zur Wissenschaft, Kultur und Sprache der Ukraine, veranstaltet vom Alfried Krupp Wissenschaftskolleg Greifswald und der Universität Greifswald, gefördert von der Alfried Krupp von Bohlen und Halbach-Stiftung.
Zu seinen Forschungsschwerpunkten zählen Kultursemiotik, Theorien des kulturellen Gedächtnisses, Postmoderne, postkoloniale Theorie, Psychoanalyse, Traumaforschung, Holocaust-Studien, Filmwissenschaft und Popkultur. Regional fokussiert er sich auf die Literatur und Kultur der Ukraine, Russlands, Polens, der jüdischen Bevölkerung und Österreichs. Seit 2014 untersucht er insbesondere kulturelle Dimensionen des russisch-ukrainischen Krieges.
Er koordiniert das vom BMBF geförderte Forschungsnetzwerk „UNDIPUS – (Un)Disciplined: Pluralizing Ukrainian Studies – Understanding the War in Ukraine“ (Projektlaufzeit: Februar 2022 bis Januar 2026), an dem neben Greifswald die Universitäten Regensburg und Gießen beteiligt sind. Gemeinsam mit Olga Plakhotnik ist er einer der beiden Principal Investigators (PI).
Er ist Mitglied der Deutschen Assoziation der Ukrainist*innen, Gründungsmitglied der Deutsch-Ukrainischen Akademischen Gesellschaft (The Ukraine Network) sowie Mitglied im Deutschen Verband für Slawistik und in der Memory Studies Association.

## Schriften (Auswahl)

### Monographien
- Zwischen kulturellem Gedächtnis, Mythos und Nostalgie: Die Erinnerung an die Habsburgermonarchie in der ukrainischen Kultur der Gegenwart. Böhlau, Wien/Köln/Weimar 2017, ISBN 978-3-205-20484-8.

### Herausgeberschaften
- (Hrsg. mit Matthias Schwartz): Sirenen des Krieges. Diskursive und affektive Dimensionen des Ukraine-Konflikts. Kulturverlag Kadmos, Berlin 2019, ISBN 978-3-86599-356-4.

### Aufsätze (Auswahl)
- Is the Past a Secret Language? The Novel “The Death Tango” by Iurii Vynnychuk and the Reinvention of L'viv’s Multicultural Heritage. In: After Memory. De Gruyter, Berlin/Boston 2021, S. 89–108.
- Die (Über)Macht des Kontexts: Einige Beobachtungen zum Ideentransfer im postsowjetischen Raum. In: Kostiučenko/Kuhnhenn (Hrsg.): Die Macht des Kontextes. De Gruyter, Berlin 2021, S. 19–42.
- Reconstructions of Soviet Rock Underground in Contemporary Russian Cinema. In: Apparatus, Nr. 18, 2024, doi

### Übersetzungen (Auswahl)
- Zweiter Anlauf. Ukrainische Literatur heute. Stutz Verlag, Passau 2004 (Hrsg. und Übersetzer).
- Geschichte eines Deutschen von Sebastian Haffner ins Ukrainische (2004).
- Mitübersetzung: Erich Zöllner: Geschichte Österreichs. Litopys-Verlag, Lwiw 2001.
- Beiträge für den Sammelband Prager Frühling. Das internationale Krisenjahr 1968. Böhlau, 2008.